# The night siren
The night siren is een studioalbum van Steve Hackett. De composities kwamen veelal na een eerste opzet door Hackett zelf, waarna Jo Hackett-Lehmann en Roger King het werk afmaakten. Hackett liet het zingen in het verleden nogal eens over aan derden, maar voor dit album was het zelfvertrouwen groot genoeg om ze zelf veelvuldig in te zingen. Hackett reisde in verband met zijn concerten, maar ook vakantie, de gehele wereld over en liet zich voor dit album beïnvloeden door allerlei muziekstromingen, die hij onderweg aantrof. Die invloed bleek achteraf groter dan Hackett zelf vooraf in gedachten had. Tevens verwees Hackett naar Plato’s gedachte "Als de muziek verandert, zullen de muren van de stad schudden". Hackett vond dat de muziek (dat wil zeggen toestand in de wereld) te veel veranderd was de laatste jaren. Voor de exotische klanken op het album schakelde de gitarist musici uit allerlei windstreken in.
Het album haalde met name in West-Europa wel een notering in de albumlijsten, maar die notering was kortstondig en een top 10-notering zat er niet. In Nederlandse Album Top 100 kwam het niet verder dan twee weken notering met een hoogste notering op plaats 32. Vlaams België noteerde in de Ultratop 200 twee weken notering en de hoogste notitie plaats 64. Hackett gaf ter promotie voor dit album een tweetal concerten in Nederland.

## Musici
- Steve Hackett – zang, gitaar, mondharmonica, oed, charango, sitargitaar (alle tracks)

Met
- Mira Awad – zang (track 10)
- Leslie Miriam Bennet – toetsinstrumenten (track 11)
- Gulli Briem – drumstel, cajon, percussie (track 7,9)
- Troy Donockley – Uilleann pipes (track 8)
- Dick Driver – contrabas (tracks 3, 4, 5, 7)
- Kobi Farhi – zang (track 10)
- Benedict Fenner – toetsinstrumenten en programmeerwerk (track 11)
- Jo Hackett – zang (track 10)
- John Hackett - dwarsfluit (track 2, 10)
- Roger King – toetsinstrumenten en programmeerwerk (tracks 1-10)
- Ferenc Kovács – trompet (track 3)
- Sara Kovács – didgeridoo (track 3)
- Amanda Lehmann – zangstem (tracks 1, 2, 3, 6, 7, 8, 9, 10)
- Malik Mansurov – tär (track 1)
- Nad Sylvan – zang (track 7)
- Gary O’Toole – drumstel (tracks 3, 4, 10)
- Christine Townsend – viool, altviool (tracks 3, 4, 5, 7, 9, 10)
- Rob Townsend – sopraansaxofoon, baritonsaxofoon, dwarsfluit, flageolet, quena, duduk, basklarinet (tracks 1, 4, 7, 9)
- Nick D'Virgilio – drumstel (track 2)

## Muziek
| Nr. | Titel                                                                    | Duur |
| --- | ------------------------------------------------------------------------ | ---- |
| 1.  | Behind the smoke (S. Hackett, J. Hackett en King)                        | 6:58 |
| 2.  | Martian Sea (S. Hackett en King)                                         | 4:41 |
| 3.  | Fifty miles form the North Pole (S. Hackett, J. Hackett, Amanda Lehmann) | 7:08 |
| 4.  | El Niño (S. Hackett, J. Hackett)                                         | 3:52 |
| 5.  | Other side of the wall (S. Hackett en J. Hackett)                        | 4:01 |
| 6.  | Anything but love (S. Hackett)                                           | 5:56 |
| 7.  | Inca Terra (S. Hackett en J. Hackett)                                    | 5:54 |
| 8.  | In another life (S. Hackett, J. Hackett, King en Donockley)              | 6:07 |
| 9.  | In the skeleton gallery (S. Hackett en J. Hackett)                       | 5:09 |
| 10. | West to East (S. Hackett en J. Hackett)                                  | 5:14 |
| 11. | The gift (Bennett, Fenner)                                               | 2:45 |

Elke track wordt in het boekwerkje toegelicht. Behind the smoke gaat over vluchtelingen op de vlucht voor branden, Fifty miles over kou op IJsland, Inca Terra over Peru en West to east over de Palestijnse kwestie.